# 中国国民党革命委员会广东省委员会
中国国民党革命委员会广东省委员会，简称民革广东省委、广东民革，是中国国民党革命委员会在广东省的地方组织。